# Grammy Awards 1990
La 32ª edizione dei Grammy Awards si è svolta il 21 febbraio 1990 presso lo Shrine Auditorium di Los Angeles.
In questa edizione venne introdotto uno dei sei premi speciali, il Grammy Legend Award.

## Vincitori e candidati

### Categorie principali

#### Registrazione dell'anno
- Wind Beneath My Wings - Bette Midler; Arif Mardin (produttore)
- The End of the Innocence - Don Henley; Don Henley & Bruce Hornsby (produttori)
- She Drives Me Crazy - Fine Young Cannibals; David Z & Fine Young Cannibals (produttori)
- We Didn't Start the Fire - Billy Joel; Mick Jones & Billy Joel (produttori)
- The Living Years - Mike + The Mechanics; Christopher Neil & Mike Rutherford (produttori)

#### Canzone dell'anno
- Wind Beneath My Wings, scritta da Larry Henley e Jeff Sibar, cantata da Bette Midler
- Don't Know Much, scritta da Barry Mann, Cynthia Weil e Tom Snow, cantata da Linda Ronstadt
- The End of the Innocence, scritta da Don Henley e Bruce Hornsby, cantata da Don Henley
- We Didn't Start the Fire, scritta e cantata da Billy Joel
- The Living Years, scritta da Mike Rutherford e B. A. Robertson, cantata da Mike + The Mechanics

#### Miglior artista esordiente
- Milli Vanilli (Più tardi il premio fu annullato per frode)[3]
- Tone Lōc
- Soul II Soul
- Indigo Girls
- Neneh Cherry

#### Album dell'anno
- Nick of Time - Bonnie Raitt
- The End of the Innocence - Don Henley
- The Raw & the Cooked - Fine Young Cannibals
- Full Moon Fever - Tom Petty
- Traveling Wilburys Vol. 1 - Traveling Wilburys

### Pop

#### Miglior interpretazione pop vocale femminile
- Bonnie Raitt - Nick of Time
- Paula Abdul - Straight Up
- Gloria Estefan - Don't Wanna Lose You
- Bette Midler - Wind Beneath My Wings
- Linda Ronstadt - Cry Like a Rainstorm, Howl Like the Wind

#### Miglior interpretazione pop vocale maschile
- Michael Bolton - How Am I Supposed to Live Without You
- Billy Joel - We Didn't Start the Fire
- Richard Marx - Right Here Waiting
- Roy Orbison - You Got It
- Prince - Batman

#### Miglior interpretazione pop vocale di un gruppo/duo
- Don't Know Much - Aaron Neville & Linda Ronstadt

### R&B

#### Miglior canzone R&B
- If You Don't Know Me By Now, scritta da Kenny Gamble e Leon Huff, eseguita da Simply Red
- When a Man Loves a Woman, scritta da Calvin Lewis ed Andrew Wright, eseguita da Joe Cocker
- Miss You Much, scritta da Jimmy Jam & Terry Lewis, eseguita da Janet Jackson
- Every Little Step, scritta da L.A. Reid e Babyface, eseguita da Bobby Brown
- Superwoman, scritta da L.A. Reid, Babyface e Daryl Simmons, eseguita da Karyn White

### Country

#### Miglior canzone country
- The Valley Road - Bruce Hornsby, Nitty Gritty & Dirt Band

### Classica

#### Miglior album di musica classica
- Bartók: 6 String Quartets - Emerson String Quartet

### New Age

#### Miglior interpretazione new age
- Peter Gabriel - Passion: Music for the Last Temptation of Christ
- Enya – Orinoco Flow (Sail Away)
- Mark Isham – Tibet
- Andreas Vollenweider – Dancing with the Lion
- Paul Winter – Icarus

### Rock

#### Miglior interpretazione vocale rock femminile
- Bonnie Raitt - Nick of Time
- Pat Benatar – Let's Stay Together
- Melissa Etheridge – Brave and Crazy
- Cyndi Lauper – I Drove All Night
- Tina Turner – Foreign Affair

#### Miglior interpretazione vocale rock maschile
- Don Henley - The End of the Innocence
- Joe Cocker – When the Night Comes
- Tom Petty – Free Fallin'
- Lou Reed – New York
- Neil Young – Freedom

#### Miglior interpretazione rock di un duo o un gruppo
- Traveling Wilburys - Traveling Wilburys Vol. 1
- Living Colour – Glamour Boys
- The Rolling Stones – Mixed Emotions
- U2 – Rattle and Hum
- U2 con B. B. King – When Love Comes to Town

#### Miglior interpretazione hard rock
- Living Colour - Cult of Personality
- Aerosmith – Love in an Elevator
- Great White – Once Bitten, Twice Shy
- Guns N' Roses – G N' R Lies
- Mötley Crüe – Dr. Feelgood

#### Miglior interpretazione metal
- Metallica - One
- Dokken – Beast from the East
- Faith No More – The Real Thing
- Queensrÿche – I Don't Believe in Love
- Soundgarden – Ultramega OK

### Rap

#### Miglior interpretazione rap
- Young MC - Bust a Move
- De La Soul – Me Myself and I
- DJ Jazzy Jeff & The Fresh Prince – I Think I Can Beat Mike Tyson
- Public Enemy – Fight the Power
- Tone Lōc – Funky Cold Medina

### Reggae

#### Miglior registrazione reggae
- One Bright Day - Ziggy Marley and the Melody Makers
- Liberation - Bunny Wailer
- Live in Paris: Zenith '88 - Burning Spear
- Serious Business - Third World
- I.D. - Wailers Band

### Produzione

#### Produttore dell'anno, non classico
- Peter Asher
- Emilio Estefan, Jorge Casas e Clay Ostwald
- Jimmy Jam & Terry Lewis e Janet Jackson
- L.A. Reid e Babyface
- Prince
- Tears for Fears e David Bascombe

### Videoclip

#### Miglior videoclip
- Leave Me Alone - Michael Jackson; Jim Blashfield (regista), Jim Blashfield, Paul Diener, Frank DiLeo e Jerry Kramer (produttori)
- Orinoco Flow (Sail Away) - Enya
- The Living Years - Mike + The Mechanics
- Something to Hold On To - Trevor Rabin
- There's a Tear in My Beer - Hank Williams Jr. e Hank Williams Sr.

## Categorie speciali

### Grammy Legend Award
- Liza Minnelli
- Willie Nelson
- Smokey Robinson
- Andrew Lloyd Webber